# Tour de Good Hope
El Tour de Good Hope és una competició ciclista per etapes que es disputa anualment a la República Sud-africana. La cursa forma part de l'UCI Africa Tour, amb una categoria 2.2.

## Palmarès
| Any  | Vencedor     | Segon            | Tercer      |
| ---- | ------------ | ---------------- | ----------- |
| 2019 | Marc Pritzen | Jason Oosthuizen | Frans Claes |